# José Alcaide Muñoz
José Alcaide Muñoz (Madrid, 8 de febrero de 1979) es un exfutbolista español.
== 
| Club                    | País   | Año       |
| ----------------------- | ------ | --------- |
| CD San Fernando Henares | España | 1997-1999 |
| CD Onda                 | España | 1999-2002 |
| Real Jaén               | España | 2002-2003 |
| Novelda CF              | España | 2003-2005 |
| Zamora CF               | España | 2005-2006 |
| Logroñés CF             | España | 2006-2007 |
| SD Ponferradina         | España | 2007-2012 |
| CF Borriol              | España | 2012-     |